# 마이클 옙바

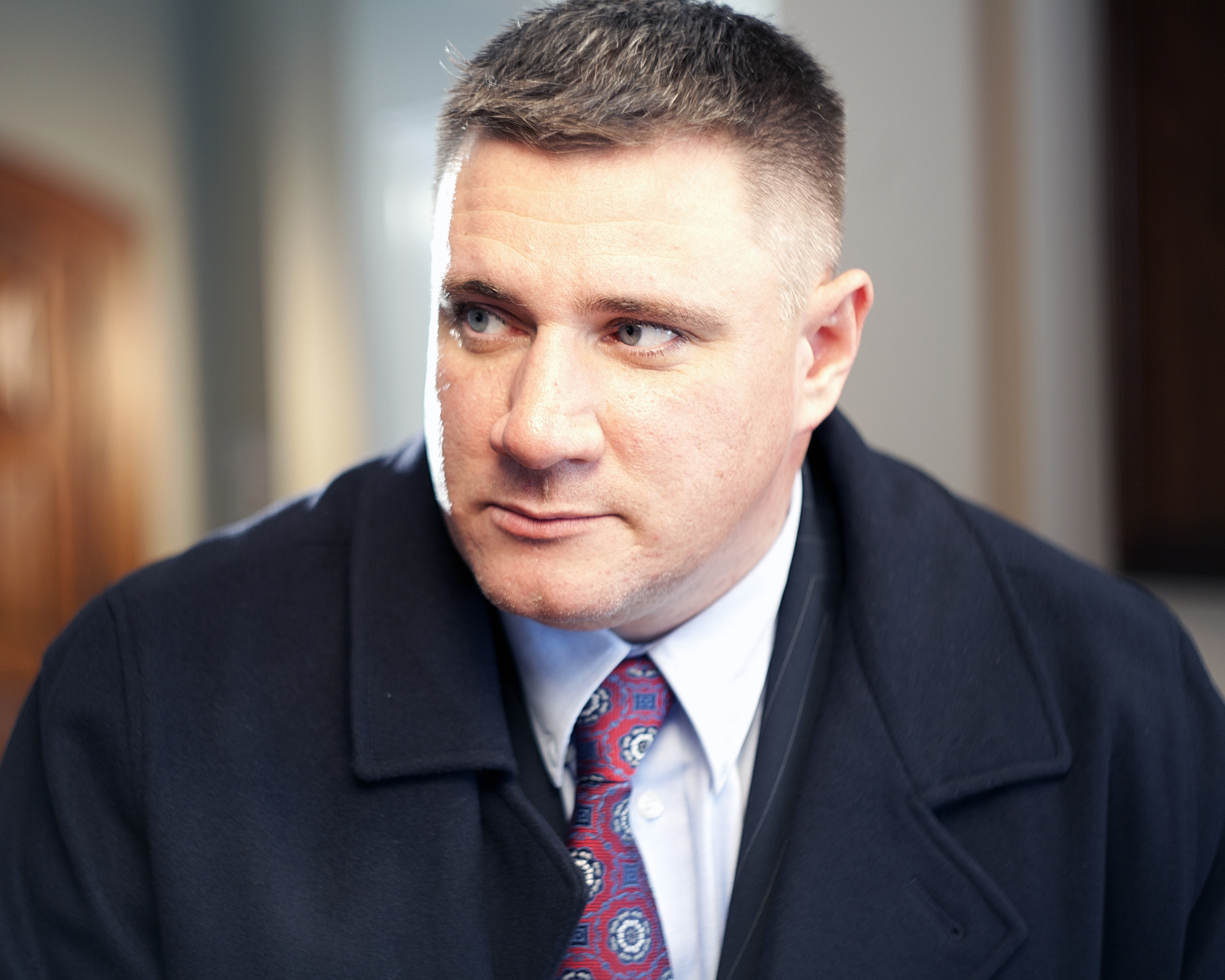

마이클 옙바(Michael Yebba, 1974년 8월 5일 ~ )는 미국의 각본가, 배우, 텔레비전 배우이다.

## 영화
- 바이 더 건 (2014년)
- R.I.P.D. : 알.아이.피.디. (2013년)
- 타운 (2010년)
- 범죄도시 (2008년)